# Okosama Lunch

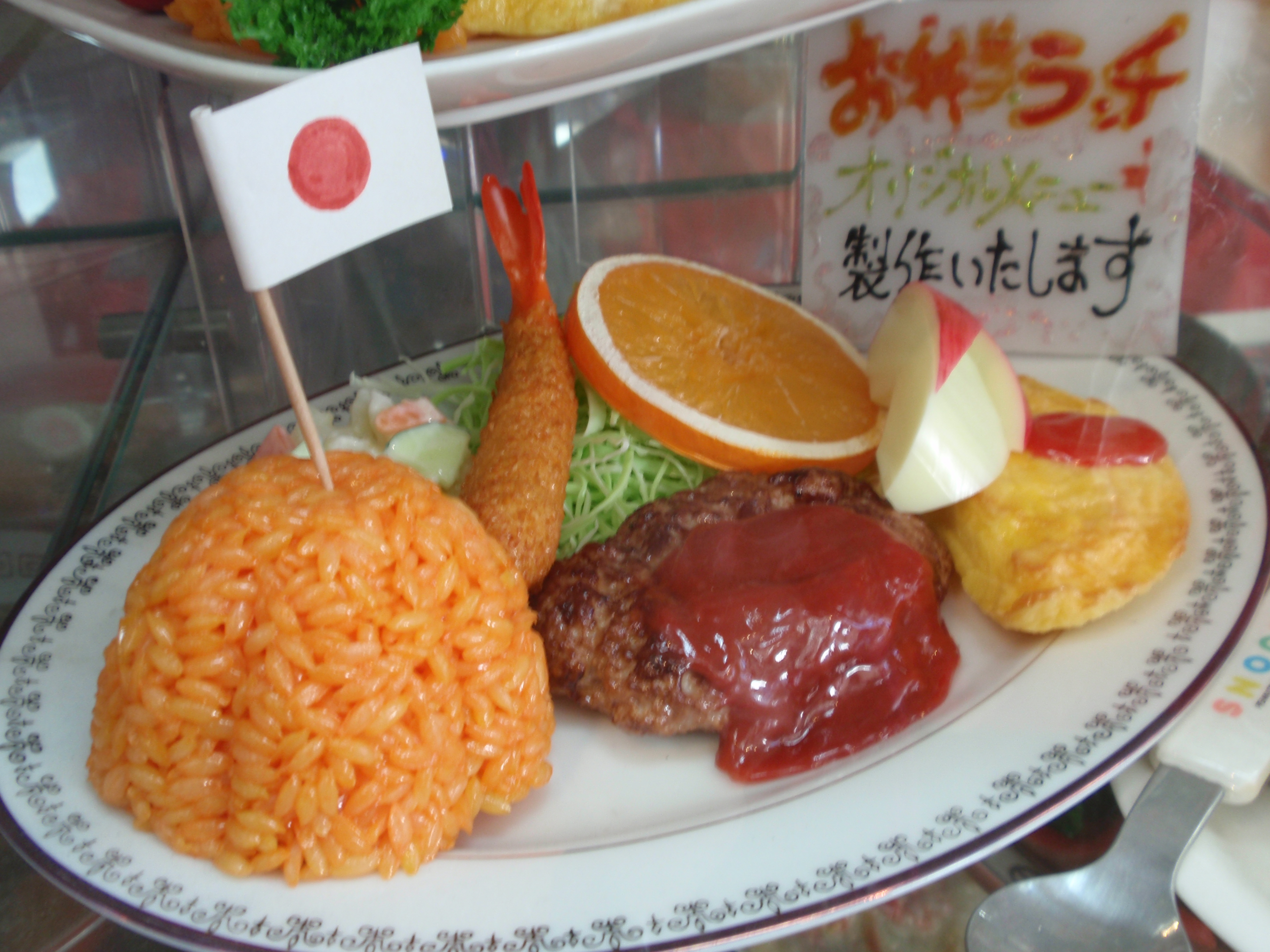
Ein Beispiel für einen Okosamalanchi

Okosama Lunch oder Okosamalanchi (japanisch お子様ランチ okosama ranchi, von お子様 okosama „[Ihr] Kind“ und englisch lunch, „Mittagessen“) ist ein für Kinder zusammengestelltes Menü in japanischen Restaurants, bestehend aus beliebten Gerichten der Speisekarte. Auf den Gipfel des Pilaureis in Form eines Berges wird eine Flagge gesteckt. Zudem wird in der Regel ein Spielzeug dazugegeben.
Das erste Okosamalanchi wurde angeblich am 1. Dezember 1930 während der Weltwirtschaftskrise vom Chefkoch Andō Tarō des Mitsukoshi-Kaufhausrestaurants in Nihombashi in Tokio entwickelt, mit der Absicht, den Kindern ein aufregendes Erlebnis beim Essen zu bieten.

## Zusammensetzungen
Bei einem Okosama Lunch sind folgende Zusammensetzungen möglich:
- Speise: ein Pilaureis, ein Ketchup-Reis im Omelett („Omu-reis“),[4] Spaghetti, eine Hamburger-Steakfrikadelle, eine frittierte Garnele, eine Wurst, Pommes frites, Salat
- Getränk: ein Fruchtsaft
- Nachtisch: ein Gelee, ein Pudding
- ein Spielzeug